# 流控制传输协议
串流控制传输协议（英語：Stream Control Transmission Protocol）是在2000年由的工作组定义的传输层协议。详细定义了，介绍文件。
作为传输层协议，可以理解为和及相类似的。它提供的服务有点像，又同时将UDP的一些优点相结合。是一种提供了可靠、高效、有序的数据传输协议。相比之下是面向字节的，而是针对成帧的消息。
主要的贡献是对多重联外线路的支持，一个端点可由多个组成，使传输可在主机间或网卡间做到透明的网络容错备援。
最初设计用于IP上传输电话协议（SS7），把SS7信令网络的一些可靠特性引入IP。IETF这方面的工作称为信令传输SIGTRAN。
SCTP將資料傳給應用層的方式，是將資料視為message（bytes的集合），SCTP的特徵是message-oriented，意思就是說它傳送的是一串message（每一個message是byte為單位的集合），相對於TCP是以byte為單位，傳送的是破碎的串流。在SCTP發送端用一個動作送出訊息，接收端也是用一個動作取出訊息傳給對應的應用程序。相較於TCP，是一個串流導向的協定，可靠地且有順序地傳送以bytes為單位的串流。然而TCP並不允許接收端知道發送端的應用程式呼叫送出bytes集合的次數。在發送端TCP只是簡單的附加更多bytes在queue裡等待著送到網路上，而SCTP是將要送出的outband message都保有自己獨立的queue。